# 2010年溫布頓網球錦標賽
2010年溫布頓網球錦標賽是第124屆溫布頓網球錦標賽。由6月21日至7月4日在英國倫敦全英草地網球和門球俱樂部舉行，英國女王伊丽莎白二世睽違30多年以來將在2010年6月24日再度蒞臨溫布頓。

## 賽事焦點
※有關伊斯內爾和馬胡特的第一圈賽事部分#另項說明。

### 第一天（6月21日）
男單(第一圈)：頭號種子費達拿演出一場驚魂記，第一、二盤因失誤過多，而二盤落後對手法亞，不過在第三盤雙方至4-4，第9局曾一度0-40落後，最後保發，第10局再乘勢首破對手發球局而追回一盤，第四盤第1個球局就遭到破發，法亞領先至5-4，曾面臨對手的賽末發球局，所幸費達拿頂住壓力破回發球局，在第四盤的搶七以7-1拿下，驚險將盤數扳平，最後第五盤連下6局擊敗對手，以5-7, 4-6, 6-4, 7-61, 6-0而晉級。达维坚科、喬科維奇也與費達拿情況類似，也是打滿五盤晉級。休伊特與羅迪克順利晉級。
女單(第一圈)：第8種子克萊斯特爾斯以6-0, 6-3橫掃對手晉級。法網冠軍夏鳳則在第一輪出局。五屆冠軍維納斯·威廉姆斯以直落二盤橫掃對手晉級。

### 第二天（6月22日）
男單(第一圈)：今屆法網冠亞軍納達爾與索德靈、四號種子穆雷也以直落三盤晉級。
女單(第一圈)：頭號種子塞雷娜·威廉姆斯與禾絲妮雅琪順利以直落二盤晉級。

### 第三天（6月23日）
男單(第二圈)：頭號種子費達拿與會外賽晉級的對手纏鬥四盤，最後在第四盤搶七驚險取勝。喬科維奇則以直落三盤晉級。羅迪克則與對手纏鬥四盤，最後在第四盤搶七取勝。
女單(第二圈)：五屆冠軍維納斯·威廉姆斯與第8種子克萊斯特爾斯以直落二盤橫掃對手晉級。

### 第四天（6月24日）
男單(第二圈)：二號種子納達爾遭遇了一場苦戰，在前三盤面對排名151的球員哈塞的優異的發球與神奇的接發球下，哈塞對納達爾取得盤數2-1，不過納達爾隨即奪回氣勢，則在後二盤以6-0, 6-3逆轉晉級。法網亞軍索德靈與四號種子穆雷以直落三盤晉級。
女單(第二圈)：頭號種子塞雷娜·威廉姆斯與禾絲妮雅琪、莎拉波娃則以直落二盤晉級。

### 第五天（6月25日）
男單(第三圈)：頭號種子費達拿則漸入佳境，以直落三盤擊敗克莱門特晉級。喬科維奇則以直落三盤晉級。
女單(第三圈)：第8種子克萊斯特爾斯與海寧同以直落三盤晉級，將在週一第四輪交手。
五屆冠軍維納斯·威廉姆斯延續前二輪以直落二盤橫掃對手克萊班諾娃晉級。

### 第六天（6月26日）
男單(第三圈)：二號種子納達爾則再次遭遇了一場苦戰，雖然一開始先破對手一個發球局，再保持優勢先得一盤，不過在對手發球的壓制與切球、放小球的運用及關鍵分失誤下，而失掉二、三盤，最後趁勢再奪回二盤驚險晉級。法網亞軍索德靈與四號種子穆雷延續前二輪的表現以直落三盤晉級。
女單(第三圈)：頭號種子塞雷娜·威廉姆斯與禾絲妮雅琪、莎拉波娃則以直落二盤晉級。頭號種子塞雷娜·威廉姆斯與莎拉波娃將在週一第四輪交手。

### 休息天（6月27日）
溫布頓傳統，這一天是不比賽的，全部賽事休息一天。

### 第七天（6月28日）
男單(第四圈)：第五種子羅迪克遭台灣選手盧彥勳擊敗，雖然先破對手發球局，以6-4領先一盤，但緊接著三盤雙方互保發球局，連打三盤搶七，盧彥勳先以穩定的狀態及羅迪克在關鍵分頻頻失誤，連下二盤搶七局，取得盤數2-1領先，不過在第四盤搶七中，雙方的情況相反過來，羅迪克得以搶回一盤，雙方扳平盤數，第五盤，雙方又陷入互保發球局的僵局中，羅迪克在對手以8-7領先下遭到破發，就有如去年決賽分出勝負的結果，這是全場唯一一個被破的發球局中而遭到淘汰出局，盧彥勳成為網球史上第四位進入八強的亞洲球員。頭號種子費達拿維持上一輪的狀態，以直落三盤晉級，維持大滿貫賽事連續25次晉級八強。二號種子納達爾擺脫前二輪掙扎的情況，以直落三盤晉級。四號種子穆雷同以直落三盤晉級，是種子中唯一一位不失一盤晉級八強。喬科維奇則與前冠軍休伊特激戰四盤而晉級。
女單(第四圈)：頭號種子塞雷娜·威廉姆斯與五屆冠軍維納斯·威廉姆斯分別以直落二盤晉級。第8種子克萊斯特爾斯先落後一盤下，連追二盤擊敗海寧晉級。李娜直落二盤晉級，自06年以來再次打進八強。

### 第八天（6月29日）
女單(八強)：頭號種子塞雷娜·威廉姆斯直落二盤擊敗李娜晉級。第8種子克萊斯特爾斯爆冷敗給薇拉·茲沃納列娃而淘汰出局。

### 第九天（6月30日）
男單(八強)：喬科維奇直落三盤擊敗本屆黑馬盧彥勳晉級。頭號種子費達拿盤數1-3爆冷敗給捷克好手貝爾迪赫而止步八強。二號種子納達爾先失一盤，再倒趕三盤擊敗索德靈晉級。四號種子地主希望穆雷也是先失一倒，再倒趕三盤擊敗特松加晉級。
女雙(八強)：威廉斯姊妹敗給葉連娜·韋斯寧娜與薇拉·兹沃纳列娃組合，挑戰三連冠失敗。

### 第十天（7月1日）
女單(四強)：頭號種子塞雷娜·威廉姆斯則直落二盤晉級。薇拉·茲沃納列娃則先失一盤，再追二盤晉級。

### 第十一天（7月2日）
男單(四強)：二號種子納達爾則直落三盤擊敗四號種子地主希望穆雷晉級。貝爾迪赫也強勢直落三盤擊敗喬科維奇而首度晉級決賽。

### 第十二天（7月3日）
女單(決賽)：莎蓮娜·威廉絲僅僅用67分鐘擊敗21種子薇拉·兹沃纳列娃，局數是6-3、6-2。

### 第十三天（7月4日）
男單(決賽)：二號種子拉斐爾·拿度面對接連淘汰費達拿及祖高域的托马什·贝尔迪赫，輕鬆以三盤取勝。

## 第一輪伊斯內爾對馬胡特的比賽
在6月22日至24日間，於18號場進行的，由23號種子約翰·伊斯內爾（美國）對外圍賽晉級的尼古拉·馬俞（法國）的男子單打第一圈賽事中，出現了網球史上最長的比賽，兩人並刷新了大量網球歷史的紀錄。
該場賽事在6月22日晚上6時18分展開，兩人前四盤的結果為4-6、6-3、7-6、及6-7。在第五盤準備開始時，因為球場的照明關係，裁判在9時07分決定中斷比賽，並訂於翌日的下午2時再開始第5盤。
賽事於23日下午2時25分再次開始，然而，當日的第五盤比賽改寫了網球史上大量有關數字的紀錄，在第5盤局使用長盤制下，兩人一直保持著1局的距離，在5時45分打破了網球史上單場最長賽事的紀錄，而直到當日比賽再因為燈光理由中斷時，兩人的比分為59-59，比賽中斷當時的時間為下午9時13分，即使不計算6月22日的前四盤，單單在23日兩人的比賽已經刷新了網球史上最長的賽事、最長的單盤、最多的局數、直接得分等的紀錄。而電子記分牌在兩人打至47-47時，更一度出現故障而需用人手記分。
賽事於24日下午3時40分再次展開，在經過90多分鐘和20局的比賽後，在下午4時18分，伊斯內爾最終以70-68勝出，總盤數3-2擊敗馬俞。該賽事的總時間長達11小時5分鐘，而單單第5盤就已打了8小時11分鐘。

### 該賽事刷新的紀錄
- 網球史上最長時間的賽事：11小時5分鐘（舊紀錄為6小時33分鐘）
- 網球史上最長的單盤：8小時11分鐘
- 網球史上最多的局數：183局（舊紀錄為122局）
- 一場比賽最多發球直接得分：112球（伊斯內爾），（舊紀錄為伊沃·卡洛維奇78球，另外馬俞的103球亦打破舊紀錄）

## 比賽

### 成年組

#### 男子單打
決賽： 拉斐爾·拿度 擊敗  托马什·贝尔迪赫 （6-3、7-5、6-4）
拉斐爾·納達爾奪得第2座溫布頓單打冠軍與第8座大滿貫單打錦標，也是生涯第41個單打冠軍。

#### 女子單打
決賽： 莎蓮娜·威廉絲 擊敗  薇拉·兹沃纳列娃 （6-3、6-2）
莎蓮娜·威廉絲奪得第4座溫布頓單打冠軍與第13座大滿貫單打錦標，也是生涯第37個單打冠軍。

#### 男子雙打
決賽： 于爾根·梅爾策 /  菲利普·普茲斯內爾 擊敗  羅伯特·林德斯特 /  霍里亞·特卡奧 （6-1, 7-5, 7-5）

#### 女子雙打
決賽： 金久慈 /  雅羅斯拉娃·施韋多娃 擊敗  葉連娜·韋斯寧娜 /  薇拉·兹沃纳列娃 （7-66, 6-2）

#### 混合雙打
決賽： 利安德·帕斯 /  卡拉·布莱克 擊敗  衛斯理·穆迪 /  麗莎·雷蒙德 （6-4, 7-65）

### 少年組

#### 少年男單
決賽：

#### 少年女單
決賽：

#### 少年男雙
決賽：

#### 少年女雙
決賽：

### 其他賽事

#### 元老組
決賽：

#### 高級元老組
決賽：

#### 女子元老組
決賽：

#### 輪椅男子雙打
決賽：

#### 輪椅女子雙打
決賽：

## 種子球手
退賽種子球手：胡安·馬丁·德爾波特羅、費爾南多·岡薩雷斯、胡安·摩納哥、拉德克·斯泰潘內克、厄內斯特·古爾比斯、伊沃·卡洛維奇、托米·哈斯、耶莲娜·德门蒂耶娃、迪娜拉·萨芬娜、玛丽亚·何塞·马丁内斯·桑切斯。

| 1. 羅傑·費德勒(八強) 2. 拉斐爾·納達爾(冠軍) 3. 諾瓦克·喬科維奇(四強) 4. 安迪·穆雷(四強) 5. 安迪·罗迪克(第四輪) 6. 羅賓·索德靈(八強) 7. 尼古拉·达维坚科(第一輪) 8. 費爾南多·貝爾達斯科(第一輪) 9. 大卫·费雷尔(第四輪) 10. 若-威尔弗里德·特松加 11. 馬林·西利奇(第一輪) 12. 托马什·贝尔迪赫(亞軍) 13. 米哈伊爾·尤日尼(第二輪) 14. 胡安·卡洛斯·费雷罗(第一輪) 15. 莱顿·休伊特(第四輪) 16. 于爾根·梅爾策(第四輪) 17. 伊万·柳比契奇(第一輪) 18. 薩姆·奎里(第四輪) 19. 尼古拉斯·阿爾瑪格羅(第一輪) 20. 斯坦尼斯拉斯·瓦夫林卡(第一輪) 21. 加埃爾·蒙菲爾斯(第三輪) 22. 費利西亞諾·洛佩斯(第三輪) 23. 約翰·伊斯內爾(第二輪) 24. 马科斯·巴格达蒂斯(第一輪) 25. 托馬斯·貝魯奇(第三輪) 26. 吉爾·西蒙(第三輪) 27. 厄內斯特·古爾比斯(右大腿肌肉拉傷退出) 28. 阿爾伯特·蒙塔涅斯(第三輪) 29. 菲利普·科爾施賴伯(第三輪) 30. 托米·羅布雷多(第一輪) 31. 維克托·哈內斯庫(第三輪，右腿拉傷退出) 32. 儒利安·貝內托(第四輪) 33. 菲利普·普茲斯內爾(第三輪) | 1. 塞雷娜·威廉姆斯(冠軍) 2. 维纳斯·威廉姆斯(八強) 3. 卡洛琳·沃兹尼亚奇(第四輪) 4. 耶莱娜·扬科维奇(第四輪) 5. 弗蘭切斯卡·夏鳳(第一輪) 6. 萨曼莎·斯托瑟(第一輪) 7. 阿格涅什卡·拉德萬斯卡(第四輪) 8. 金·克萊斯特爾斯(八強) 9. 李娜(八強) 10. 弗拉维娅·佩内塔(第三輪) 11. 瑪麗昂·巴托利(第四輪) 12. 娜佳·彼得罗娃(第三輪) 13. 莎哈爾·佩爾(第二輪) 14. 维多利亚·阿扎连卡(第三輪) 15. 雅尼娅·维克梅耶尔(第三輪) 16. 瑪麗亞·莎拉波娃(第四輪) 17. 賈斯汀·海寧(第四輪) 18. 阿拉瓦內·雷扎伊(第二輪) 19. 斯韦特兰娜·库兹涅佐娃(第二輪) 20. 迪娜拉·萨芬娜(背傷退出) 21. 薇拉·兹沃纳列娃(亞軍) 22. 玛丽亚·何塞·马丁内斯·桑切斯(膝傷退出) 23. 鄭潔(第二輪) 24. 達妮埃拉·漢圖霍娃(第二輪) 25. 露絲·莎法洛法(第一輪) 26. 阿麗莎·克萊班諾娃(第三輪) 27. 玛丽亚·基里连科(第三輪) 28. 阿廖娜·邦达连科(第三輪) 29. 安娜斯塔西亞·帕夫柳琴科娃(第三輪) 30. 雅羅斯拉娃·施韋多娃(第二輪) 31. 亚历山德拉·杜尔盖鲁(第三輪) 32. 薩拉·埃拉尼(第三輪) 33. 梅蘭妮·歐丁(第二輪) 34. 卡捷琳娜·邦达连科(第一輪) |

## 獎金
所有獎金以英鎊為計算單位 (£); 雙打獎金由搭擋兩人均分。

| - 冠軍: £1,000,000 - 亞軍: £500,000 - 四強: £250,000 - 八強: £125,000 - 第四輪: £62,500 - 第三輪: £31,250 - 第二輪: £18,750 - 第一輪: £11,250 | - 冠軍: £324,000 - 亞軍: £120,000 - 四強: £60,000 - 八強: £30,000 - 第三輪: £16,000 - 第二輪: £9,000 - 第一輪: £5,250 | - 冠軍: £92,000 - 亞軍: £46,000 - 四強: £23,000 - 八強: £10,500 - 第三輪: £5,200 - 第二輪: £2,600 - 第一輪: £1,300 |

## 外部連結
- 2012温网
- 官方網站（页面存档备份，存于）

| 前任： 2009年溫布頓網球錦標賽 | 溫布頓網球錦標賽 | 繼任： 2011年溫布頓網球錦標賽 |
| 前任： 2010年法國網球公開賽   | 網球大滿貫       | 繼任： 2010年美國網球公開賽   |